# Famille de paysans de Kahlenberg
 (janvier 2016).
Si vous disposez d'ouvrages ou d'articles de référence ou si vous connaissez des sites web de qualité traitant du thème abordé ici, merci de compléter l'article en donnant les références utiles à sa vérifiabilité et en les liant à la section « Notes et références ».
La famille de paysans de Kahlenberg (Kahlenberger Bauernfamilie) est un tableau peint en 1939 par Adolf Wissel. C'est une huile sur toile conservée au musée d'histoire allemande de Berlin
Analyse de l'oeuvre:
Le thème de cette œuvre est la représentation d'une famille aryenne. Les enfants blonds à la peau claire sont représentatifs de l'idéal de la race aryenne: les yeux blonds et bleus Le garçon représente l'avenir de la race aryenne. Le rôle du père est de protéger sa famille et de préparer son fils pour l'avenir: le père est donc représenté comme le chef de famille qui supervise et protège ses enfants. La mère doit avoir des enfants, procréer pour garantir la descendance de sa famille et l'avenir de la "race supérieure", prendre soin d'eux, les protéger, mais aussi garantir les tâches qui sont destinées à la famille. les femmes à l'époque, comme sa grand-mère. Nous notons l'absence d'une grand-père potentielle, qui est peut-être décédée pendant la Première Guerre mondiale.
Ce tableau est assez classique, le design est réaliste. L'artiste peint une scène de la vie quotidienne, véhiculant l'idéal de la patrie. Sa disparition a permis de recruter des adolescents et des hommes pour recevoir une éducation militaire afin de les préparer à une future guerre. Par conséquent, ce tableau vise à diffuser les idéologies nazies (la race aryenne, le soldat). C'est donc un travail de propagande.